# Sokolino, Kărdjali
Sokolino (în bulgară Соколино) este un sat în comuna Momcilgrad, regiunea Kărdjali,  Bulgaria. 

## Demografie
Componența etnică a satului Sokolino
     Turci (27,25%)
     Nicio identificare (72,74%)
     Altele (0%)
La recensământul din 2011, populația satului Sokolino era de 455 locuitori. Nu există o etnie majoritară, locuitorii fiind  și turci (27,25%). Pentru 72,74% din locuitori nu este cunoscută apartenența etnică.